# Julio García Fernández de los Ríos
Julio García Fernández de los Ríos (n. 31 decembrie 1894, Reinosa⁠(d), Cantabria, Spania – d. 29 iulie 1969, Madrid, Noua Castilie⁠(d), Spania) a fost un călăreț ce a reprezentat Spania, medaliat olimpic. A participat la o ediție a Jocurilor Olimpice (1928) în care a câștigat o medalie de aur.

## Participări
Lista de mai jos prezintă principalele competiții la care a participat Julio García Fernández de los Ríos de-a lungul carierei.
- equestrian at the 1928 Summer Olympics – team jumping[*]